# Nick Cave and the Bad Seeds
A Nick Cave and the Bad Seeds egy 1983-ban alapított ausztrál alternatív rock együttes Melbourneből. Az 1992-ben megjelent Henry's Dream, az 1994-ben megjelent Murder Ballads, az 1997-es The Boatman’s Call és a 2004-es Abattoir Blues/The Lyre of Orpheus című albumuk is szerepel az 1001 lemez, amit hallanod kell, mielőtt meghalsz című könyvben.

## Diszkográfia
- From Her to Eternity (1984)
- The Firstborn Is Dead (1985)
- Kicking Against the Pricks (1986)
- Your Funeral… My Trial (1986)
- Tender Prey (1988)
- The Good Son (1990)
- Henry’s Dream (1992)
- Let Love In (1994)
- Murder Ballads (1996)
- The Boatman’s Call (1997)
- No More Shall We Part (2001)
- Nocturama (2003)
- Abattoir Blues/The Lyre of Orpheus (2004)
- Dig, Lazarus, Dig!!! (2008)
- Push the Sky Away (2013)
- Skeleton Tree (2016)
- Ghosteen (2019)
- Wild God (2024)

## Fordítás
- Ez a szócikk részben vagy egészben  a   Nick Cave and the Bad Seeds című angol Wikipédia-szócikk fordításán alapul.  Az eredeti cikk szerkesztőit annak laptörténete sorolja fel. Ez a jelzés csupán a megfogalmazás eredetét és a szerzői jogokat jelzi, nem szolgál a cikkben szereplő információk forrásmegjelöléseként.